# Kochelsee
Kochelsee – jezioro w Niemczech. Powierzchnia tego jeziora wynosi 6 km².

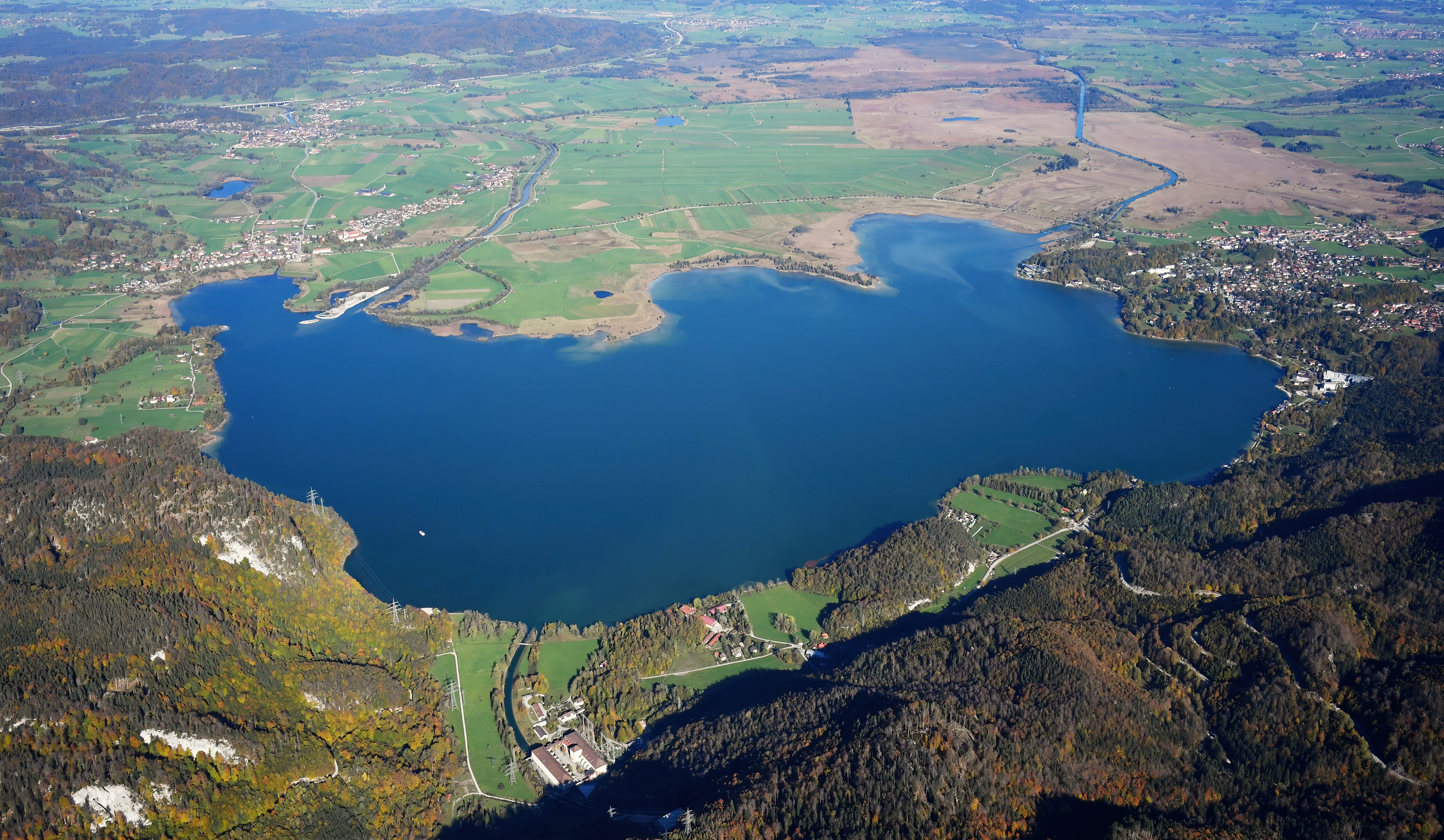
Kochelsee